# 蜂窩大廈
蜂窩大廈（英語：Beehive）是紐西蘭國會園區內的一座建築，為紐西蘭政府部長的辦公地點，新西兰总理的辦公室位於九樓。蜂窩大廈被列入紐西蘭的一級保護建築。蜂窩大廈的設計者是蘇格蘭人建築師Basil Spence，建造於1969年至1979年之間。蜂窩樓憑藉其獨特的外觀成為威靈頓地標之一。

## 外部連結
- 官方网站
- Beehive information
- History of New Zealand Parliament buildings （页面存档备份，存于）